# Convergence
Convergence ist eine italienische Heavy-Metal-Band, die 2001 in Parma gegründet wurde.

## Geschichte
Convergence wurde 2001 durch den Gitarristen Giacomo Mambriani gegründet und war zunächst eine Death-Metal-Band. Das erste Album Colours Behind the Emotion, das im Eigenvertrieb erschien, erhielt sehr gute Kritiken, nach nur wenigen Monaten brach die Band jedoch aufgrund persönlicher und musikalischer Differenzen auseinander.
Mambrian beschloss daraufhin die Band mit einem anderen Stil neu zu formieren. 2003 war die neue Besetzung komplett und bestand außer Mambrian nun aus Michelangelo Naldini (Schlagzeug), Massimiliano Andrini (Bass) und Alessandro Palladini (Gesang). Die Band arbeitete anschließend zusammen mit dem Produzenten Giordano Occhi an neuem Material und unterzeichnete schließlich beim britischen Label Casket Records einen Plattenvertrag. Das erste kommerzielle Album Points of View wurde zunächst europaweit und am 24. Juli 2006 auch weltweit veröffentlicht. Des Weiteren entstanden zu zwei Songs des Albums Videoclips, zu Six Feet Under (Regie: Brain Optional) und Silent (Regie: Carlo Strata).

## Diskografie
- 2006: Points of View (Casket Records)

## Videos
- 2005: Six Feet Under (Regie: Brain Optional)
- 2006: Silent (Regie: Carlo Strata)